# Жмеринский маслосыродельный завод
Жмеринский маслосыродельный завод — предприятие пищевой промышленности в городе Жмеринка Винницкой области Украины.

## История
Жмеринский молочный завод был построен во время индустриализации 1930-х годов и введён в эксплуатацию в 1932 году.
Во время Великой Отечественной войны 17 июля 1941 город был оккупирован наступавшими немецкими войсками. 18 марта 1944 года Жмеринка была освобождена советскими войсками, вслед за этим началось восстановление разрушенных промышленных предприятий. В первые месяцы восстановление проходило медленно, так как до августа 1944 года город и станцию бомбили самолёты люфтваффе, но после возобновления работы кирпичного завода ускорилось. 
После войны предприятие было восстановлено как маслодельный завод, а позднее, в связи с расширением ассортимента выпускаемой продукции - переименовано в Жмеринский маслосыродельный завод.
В целом, в советское время завод входил в число ведущих предприятий города.
В мае 1995 года Кабинет министров Украины утвердил решение о приватизации завода. В дальнейшем, государственное предприятие было преобразовано в общество с ограниченной ответственностью.
В октябре 2005 года собственником контрольного пакета акций завода стала киевская фирма ЗАО "Укрпродукт Групп".
Начавшийся в 2008 году экономический кризис осложнил положение предприятия, и 26 июня 2009 года хозяйственный суд Винницкой области возбудил дело о банкротстве завода.

## Деятельность
Предприятие специализировалось на производстве сливочного масла и плавленых сыров.